# Gerald Mason
Gerald Mason (1877 - 30. september 1951) var en britisk lacrosse-spiller som deltog OL 1908 i London.
Mason vandt sølvmedalje i lacrosse under OL 1908 i London. Han var med på det britiske lacrossehold som kom på en andenplads i konkurrencen i lacrosse. Der var kun to hold med i konkurrencen.